# Caney
Pedro José Ramírez Sendoya define la palabra "caney", en su Estudio lingüístico y etnográfico sobre dos mil palabras indígenas del Huila y Tolima, como «una ramada cubierta de hojas de palma donde se cuelgan para secar las hojas del tabaco ensartadas en cuerdas de fique». El autor la considera taíno y la escribe "caney".
En Colombia, "caney" es el nombre que las comunidades caribes del interior del país dan a sus áreas de trabajo, en general anexas a la construcción principal de habitación. Hechos con materiales naturales, con pilotes estructurales de madera de grandes árboles, como la ceiba o el samán; con cubiertas protectoras a dos aguas, elaboradas con las hojas de la palmera de la región, no presentan ningún tipo de división o pared interna sus patrones siempre siguen formas rectangulares. 
En Cuba, "caney" es el nombre con el que se conoce una de las formas más utilizadas por los aborígenes en la construcción de sus sencillas viviendas, caracterizadas por sus paredes circulares y techo a modo de cono, toda en caoba.